# Feldberger Seenlandschaft
Feldberger Seenlandschaft (littéralement : paysage lacustre de Feldberg) est une commune d'Allemagne située dans le Land de Mecklembourg-Poméranie-Occidentale et l'arrondissement du Plateau des lacs mecklembourgeois.

## Géographie
Avec près de 200 km², la commune de Feldberger Seenlandschaft est la plus étendue du Mecklembourg-Poméranie-Occidentale. Elle se trouve au sud-est de l'état, à la frontière avec le Land de Brandebourg. Elle tient son nom de l'ancienne ville autonome de Feldberg et des nombreux lacs de cette région située entre le plateau des lacs mecklembourgeois (Mecklenburgische Seenplatte) et les lacs de l'Uckermark.

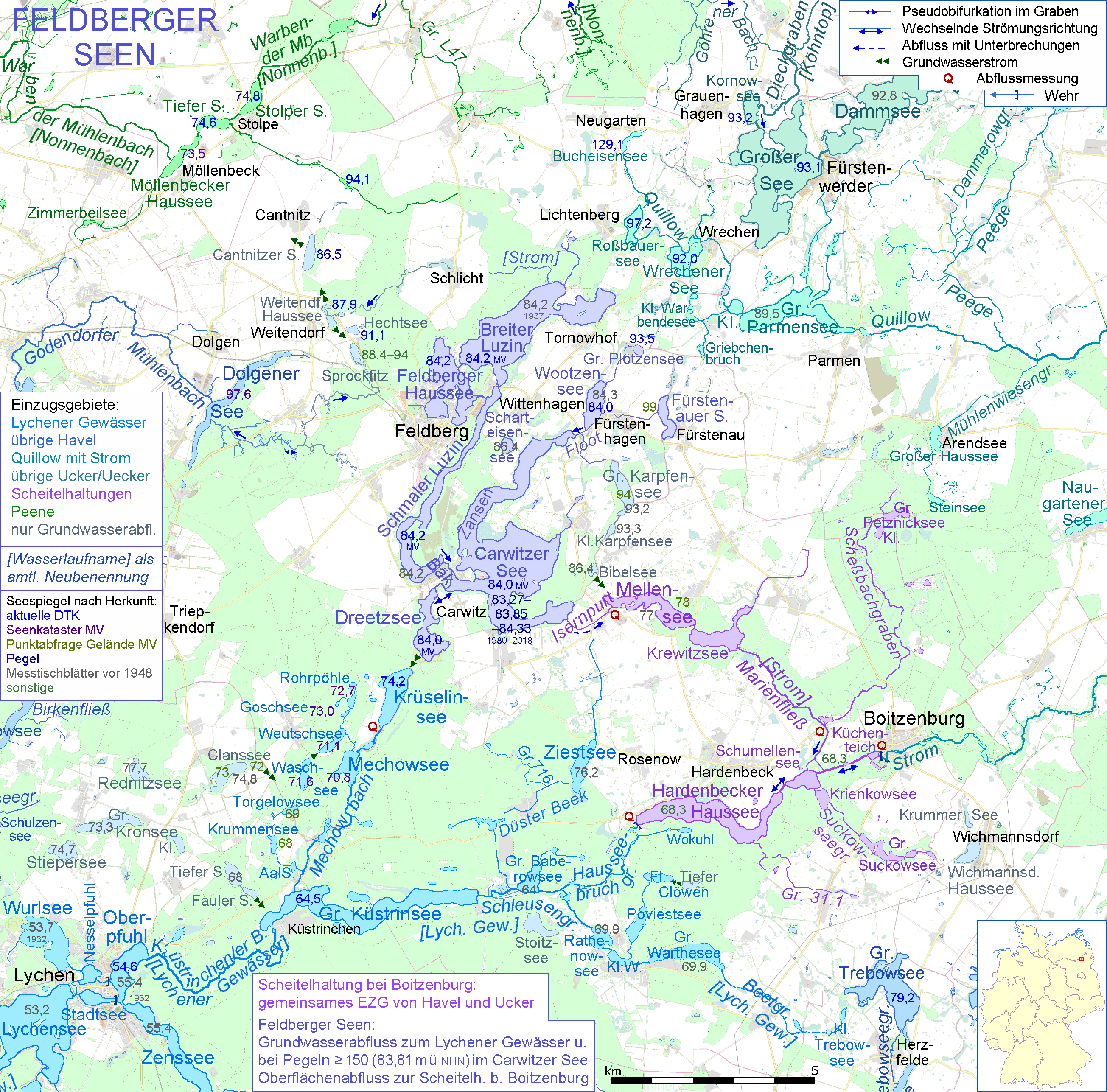
L'assemblage des lacs, qui donne le nom « Seenlandschaft » (Paysage des lacs) à cette commune.

## Histoire
Le 13 juin 1999, la ville de Feldberg et les villages de Conow, Dolgen, Lichtenberg et Lüttenhagen furent dissous en tant que communes autonomes et intégrés dans la nouvelle commune fusionnée de "Feldberger Seenlandschaft", avec siège administratif à Feldberg.

## Personnalités liées à la ville
- Irma Grese (1923-1945), militaire née à Wrechen.